# Hrabkov
Hrabkov (ungarisch Harapkó – bis 1907 Hrabkó) ist eine Gemeinde im Osten der Slowakei mit 735 Einwohnern (Stand 31. Dezember 2024) im Okres Prešov, einem Teil des Prešovský kraj, und wird zur traditionellen Landschaft Šariš gezählt.

## Geographie

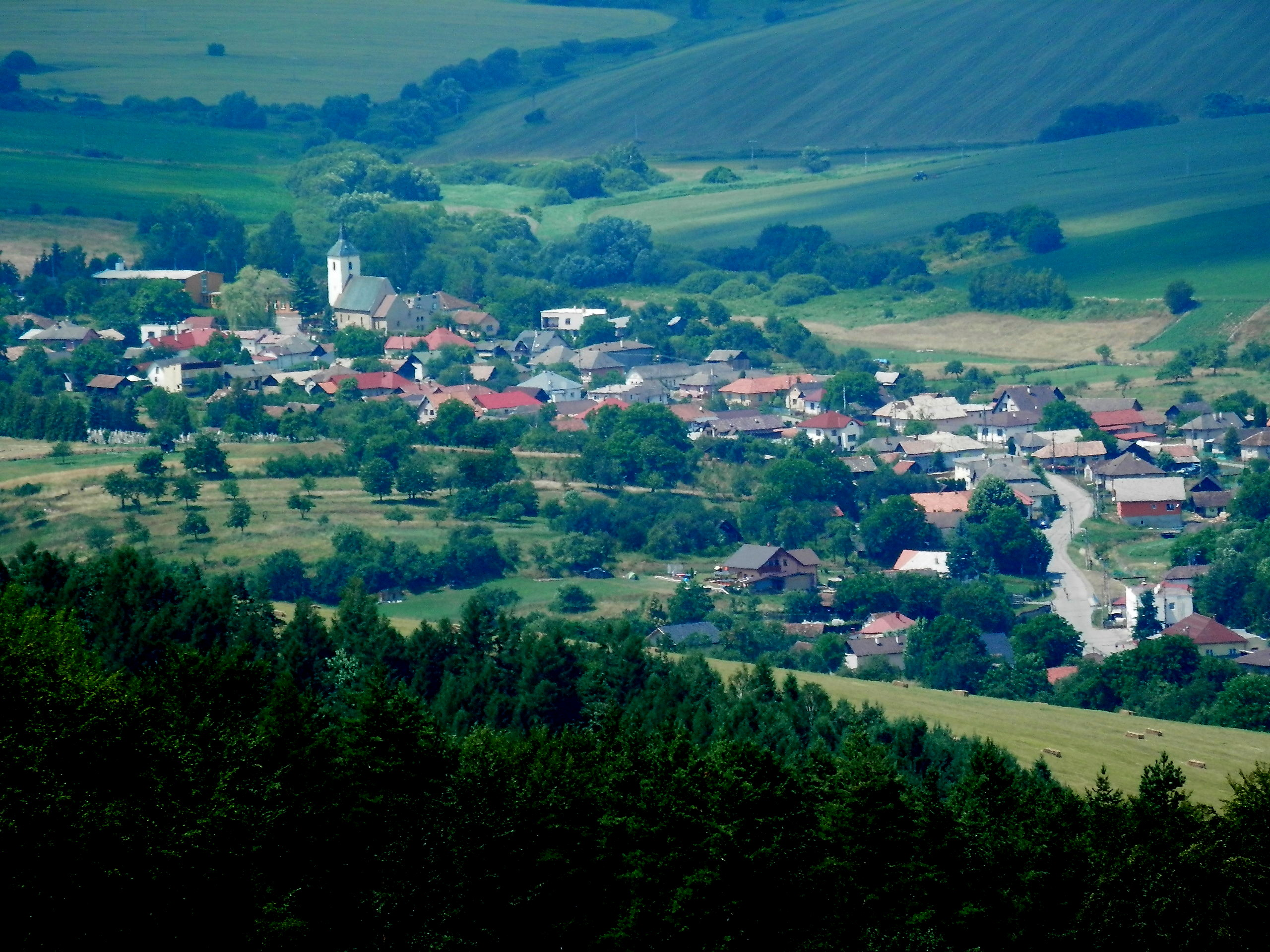
Blick auf Hrabkov vom Berg Klenovský vrch

Die Gemeinde befindet sich im südwestlichen Teil des Berglands Šarišská vrchovina im Quellbereich des Baches Krížovanka. Südlich des bebauten Gebiets findet man das Naturschutzgebiet Hrabkovské zlepence (wörtlich Konglomerate von Hrabkov). Das Ortszentrum liegt auf einer Höhe von 452 m n.m. und ist 21 Kilometer von Prešov entfernt.
Nachbargemeinden sind Chminianske Jakubovany im Norden, Krížovany im Nordosten, Žipov im Osten, Klenov im Süden, Kluknava im Südwesten und Ovčie im Westen.

## Geschichte

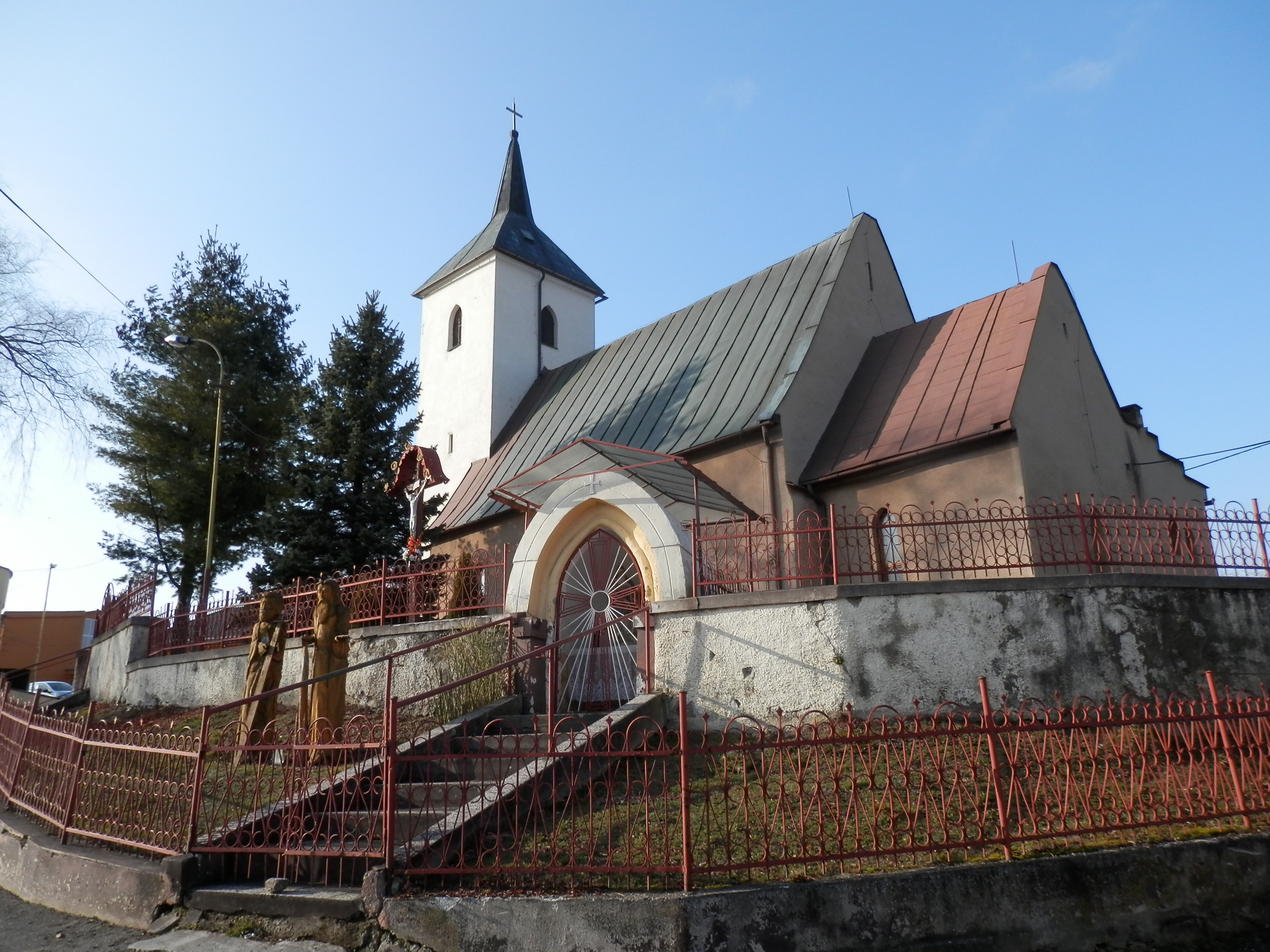
Kirche in Hrabkov

Hrabkov wurde zum ersten Mal 1330 als Crapcko schriftlich erwähnt. Ein Pfarrer namens Sigfrid war 1332 und einige Jahre danach in der örtlichen Kirche tätig. 1334 wurde hier der Augustinerorden eingeladen und ein Kloster erbaut, die Mönche erhielt zudem die Ortsgüter. Die Herrschaft des Klosters dauerte nur bis 1351, danach war das Dorf Besitz der örtlichen Gutsherren. 1427 wurden in einem Steuerverzeichnis 42 Porta angeführt. Später verarmten die Freibauern oder wanderten aus, sodass 1543 nur noch sieben Porta fällig waren und 1600 das Dorf aus 37 Untertanen-Häusern, einer Kirche und einer Pfarrei, eventuell auch einer Mühle und einer Schule bestand. Die Augustiner waren bis zum Anfang der Reformation tätig, danach verfiel das Kloster und wurde abgerissen.
1787 hatte die Ortschaft 65 Häuser und 547 Einwohner, 1828 zählte man 73 Häuser und 542 Einwohner, die als Holzfäller, Landwirte, Kalkbrenner und Köhler beschäftigt waren.
Bis 1918/1919 gehörte der im Komitat Sáros liegende Ort zum Königreich Ungarn und danach zur Tschechoslowakei beziehungsweise heute Slowakei. In der ersten tschechoslowakischen Republik waren Landwirtschaft und Waldarbeit Haupteinnahmequellen der Bevölkerung. Nach dem Zweiten Weltkrieg arbeitete ein Teil der Einwohner in Industriebetrieben in Städten wie Prešov, Košice und Krompachy.

## Bevölkerung
| Jahr                | 1994 | 2004    | 2014    | 2024    |
| ------------------- | ---- | ------- | ------- | ------- |
| Anzahl der Personen | 773  | 702     | 698     | 735     |
| Unterschied         |      | −9,18 % | −0,56 % | +5,30 % |

| Jahr                | 2023 | 2024    |
| ------------------- | ---- | ------- |
| Anzahl der Personen | 716  | 735     |
| Unterschied         |      | +2,65 % |

Nach der Volkszählung 2011 wohnten in Hrabkov 700 Einwohner, davon 685 Slowaken und ein Russine. 14 Einwohner machten keine Angabe zur Ethnie.
669 Einwohner bekannten sich zur römisch-katholischen Kirche, vier Einwohner zur griechisch-katholischen Kirche und ein Einwohner zur Evangelischen Kirche A. B. Fünf Einwohner waren konfessionslos und bei 21 Einwohnern wurde die Konfession nicht ermittelt.

## Bauwerke und Denkmäler
- römisch-katholische Simon-und-Judas-Kirche wahrscheinlich aus dem 14. Jahrhundert. Die ursprünglich gotische Kirche wurde 1716 barockisiert und 1843 erweitert

## Kultur
In Hrabkov ist das Folkloreensemble Hrabkovčan ansässig.